# Vittorio Camerana
Pour les articles homonymes, voir Camerana.
Vittorio Camerana (Turin, 22 juillet 1855 - Turin, 22 août 1923) était un général italien, commandant du IIIe corps d'armée au cours de la Première Guerre mondiale. À la fin de la guerre, il est promu général de corps d'armée (Tenente Generale) et décoré de la grande croix d'officier de l'Ordre militaire de Savoie.

## Biographie
Vittorio Camerana est né à Turin le 22 juillet 1855 dans une famille noble. Il s'est engagé dans l'Iarmée royale (Regio Esercito) et a entamé une carrière militaire. En 1889, il a été promu major (maggiore ) dans le 62e régiment d'infanterie.
Il participe à l'occupation militaire de la Libye, et le 16 juin 1912, à la tête d'une division, il effectue un débarquement surprise entre Ras Zarrùgh et la pointe de Sidi bu Sceifa, rencontrant une faible résistance. Le lendemain, la ville de Gasr Ahmèd était occupée et le 8 juillet, Misrata. Plus tard cette année-là, il a été nommé responsable du secteur de Misrata. De retour dans sa patrie, décoré de la croix de Commendeur de l'Ordre militaire de Savoie, il occupe le poste de commandant adjoint de l'état-major général et, après la mort du chef d'état-major du Regio Esercito, le général Alberto Pollio, il assume son poste "ad interim" jusqu'à la nomination définitive du général Luigi Cadorna.
A l'entrée en guerre de l'Italie le 24 mai 1915, il prend le commandement du IIIe corps d'armée, encadré dans la 1re armée du général Roberto Brusati.
Au début du conflit, le IIIe corps d'armée traverse la Valtellina, la Val Camonica, la Val Trompia, la Valle del Chiese et avance le long de la rive occidentale du lac de Garde dans le Trentin, mais ne parvient pas à passer le col du Stelvio et le col du Tonale, s'arrêtant devant Riva del Garda et Tione, mais sans réussir à prendre l'une ou l'autre de ces villes. Il conserve le commandement de ce corps d'armée pendant toute la durée du conflit, et participe à la bataille des Plateaux puis à la bataille de Vittorio Veneto.
Après la fin de la guerre, il est promu général de corps d'armée (generale di corpo d'armata) et décoré de la croix de grand officier de l'ordre militaire de Savoie, il meurt à Turin le 22 août 1923.
Marié à Mme Giuseppina Winspeare Guicciardi, le couple a eu deux enfants : Giancarlo et Adele.

## Distinctions honorifiques
- Commandeur de l'Ordre militaire de Savoie - 16 mars 1913
 - Grand officier de l'Ordre militaire de Savoie - 4 novembre 1922
 - Chevalier de Grand-croix de l'Ordre de la Couronne d'Italie